# Joystickeros
Joystickeros es un programa producido y transmitido por MTV Latinoamérica en su sede en México, en el cual se exponen adelantos, noticias y otros temas de índole similar sobre videojuegos, tecnologías y otros avances que tengan que ver con el mundo del entretenimiento. También se muestran adelantos en tecnología de los últimos "gadgets", la música que ambienta a los juegos, noticias, trivias, entre otros. También cuenta con la presencia de invitados del mundo de la música y el entretenimiento, quienes hablan de sus videojuegos favoritos. 
El show fue estrenado el 11 de marzo del 2006 y se espera su sexta temporada. Es conducido por el VJ alterno de MTV Latinoamérica, Habacuc. También muestra torneos de la conocida serie Guitar Hero presentados por Habacuc.
El 25 de marzo de 2025, Jotstickeros regresa con una nueva temporada.

## Secciones Temporadas 1 y 2
Noticias
Se trataba sobre información de gadgets, videojuegos o consolas, solía transmitirse al inicio del programa.
Lanzamientos
Tenía como fin mostrar los mejores 5 nuevos videojuegos, se transmitían en dos partes, una en el segundo bloque y otra al finalizar el tercero.
Preview
Eran unas pequeñas reseñas sobre videojegos que estaban a vísperas de ser lanzados o de sus conferencias sobre su desarrollo, se mostraban a lo largo del programa.
Cheat codes
Espacio donde muestran diversos trucos de videojuegos para las diferentes consolas de todas las plataformas.
Trivias
Preguntas y datos importantes que hacen interactuar y poner a prueba al televidente sobre el mundo de los videojuegos, entre un espacio comercial.
Invitado
Un artista o grupo de música hablaban sobre sus gustos musicales, esta era la última sección del programa y no se transmitía cada semana como las otras ya mencionadas.

## Secciones Temporada 3 en adelante
Data Geek
Esta seccíón sustituyó a la de noticias, se mostraban casi al finalizar un bloque.
Lanzamientos del mes
Se mostraban cada mes y los lanzamientos eran numerados del 1 al 10, sustituyó a los lanzamientos.
Deja bit
Esta sección mostraba reseñas de videojuegos de antaño, de consolas de los 80s y 90s, se mostraba en el último bloque.
Los 5+
Era una sección en donde se ennumeraban varios objetos, cosas, armas, personajes más malos/buenos, etc., de los videojuegos.
Gadget's
Mostraban los nuevos accesorios para las consolas o los nuevos aparatos electrónicos.
Cheat codes
Espacio donde muestran diversos trucos de videojuegos para las diferentes consolas de todas las plataformas.
Trivias
Preguntas y datos importantes que hacen interactuar y poner a prueba al televidente sobre el mundo de los videojuegos, entre un espacio comercial.
Executables
Sección del programa donde se mostraban los juegos especialmente diseñados para PC.

## Cortinillas
En las primeras dos temporadas y en los dos primeros programas de la tercera las cortinillas eran en 2D, simulando dos cosas: por un lado los videojuegos, y por otro las historietas, los títulos donde aparecían los nombres de algunas cosas, como el del programa, iba acorde con el entonces logo de MTV, un globo de diálogo de historieta.
En el tercer episodio de la tercera temporada, se estrenó una nueva imagen donde cambian las cortinillas a un mundo en 3D y que forma un videojuego con cubos, las letras aparecen en un cuadro negro y uno amarillo al lado izquierdo.

## Lugares de transmisión
En la primera y segunda temporada el conductor transmitía o grababa el programa en distintas zonas de México y el mundo, a excepción de los primeros programas que era en un foro. Los especiales de Guitar Hero se hacían en los estudios de MTV. En la tercera temporada (a excepción de varios programas) el programa se hacía en un foro con una pantalla verde al fondo proyectando la cortinilla de Joystickeros.